# Gonzalo Jiménez de Quesada
Gonzalo Jiménez de Quesada (ur. 1502, zm. 1579) - prawnik, konkwistador, wsławił się odkryciem biegu rzeki Magdelany i podbiciem ziemi Cundinamarca w centrum Kolumbii. 
W 1536 roku wybrał się na odkrycie mitycznego królestwa El Dorado. Na terenach Czibczów zastał dwa zwalczające się państewka, Bogota i Tunja, w stanie wojny. Wykorzystując to zdobył te tereny i miasto Bogotę.